# František Veselý
František Veselý, (ur. 7 grudnia 1943 w Pradze, zm. 30 października 2009) – czeski piłkarz, występujący na pozycji napastnika. Karierę zaczynał w Slavii Praga, w której grał w latach 1953–1962. Następnie do roku 1964 grał w Dukli Praga i wrócił do Slavii, w której grał do roku 1980, kiedy to podjął decyzję o wyjeździe do Austrii, gdzie grał w Rapidzie Wiedeń (1980–1981), Sparkasse Zwettl (1981–1983) i First Vienna. W 1984 zakończył karierę sportową.
Zmarł nagle 30 października 2009 w Pradze. Został pochowany na cmentarzu Malvazinky.
W reprezentacji Czechosłowacji wystąpił 34 razy, zdobywając 3 gole. Wraz z Czechosłowacją uczestniczył w MŚ 1970 i Euro 1976, gdzie Czechosłowacja wywalczyła złoty medal. W meczu półfinałowym z Holandią zdobył dwa gole w dogrywce.